# Отец невесты 2
«Отец невесты 2» (англ. Father Of The Bride Part 2) — американская кинокомедия 1995 года. Снял фильм режиссёр Чарльз Шайер по своему сценарию, написанному совместно с Нэнси Мейерс. Главную роль отца в этом фильме исполнил Стив Мартин, а мать сыграла Дайен Китон. Премьера фильма состоялась 8 октября 1995 года в США. Номинация на Золотой глобус (Лучший актёр в комедии/мюзикле — Стив Мартин).
Фильм «Отец невесты 2» является продолжением фильма 1991 года «Отец невесты», а также ремейком фильма «Маленький дивиденд отца» 1951 года.

## Сюжет
Эни Бэнкс-Маккензи уже беременна. Когда её отец Джордж Бэнкс узнаёт об этом, он чувствует себя постаревшим. К тому же немного позже он узнаёт, что и его жена Нина тоже ждёт ребёнка. Об обеих женщинах заботится молодой врач — доктор Меган Эйзенберг. Джордж постоянно ставит под сомнение компетенцию врача и сообщает доктору, что жена и дочь — это всё, что у него есть в жизни. Доктор Эйзенберг с пониманием относится к словам будущего отца и дедушки. Роды и у матери и у дочери проходят без осложнений.

## В ролях
- Стив Мартин — Джордж Стенли Бэнкс
- Дайан Китон — Нина Бэнкс
- Кимберли Уильямс — Энни Бэнкс-Маккензи
- Мартин Шорт — Френк Эггелхоффер
- Джордж Ньюберн — Брайан Маккензи
- Киран Калкин — Матти Бэнкс
- Юджин Леви — мистер Хабиб
- Б. Д. Вонг — Говард Вейнштейн
- Джейн Адамс — Меган Эйзенберг